# بقاقيات
البقَّاقيَّات أو طائر النفخة (الاسم العلمي: Bucconidae) (بالإنجليزية: Puffbird)‏ فصيلة طير من المتسلقات. أجناسها وأنواعها عديدة جميعها مثدونة الأجسام، كبيرة الرؤوس والمناقير الجالسة، مهدبة الشوارب، زاهية الألوان الفاقعة المتباينة. أعطانها أحراج البلاد الاستوائية. قُوتُها الحشرات.

## الأجناس
- أحد أجناسها: بقَّاق

## وصلات خارجية
- [<a href="http://ibc.lynxeds.com/family/puffbirds-bucconidae">http://ibc.lynxeds.com/family/puffbirds-bucconidae</a> Puffbird videos] on the Internet Bird Collection